# Anyphops regalis
Anyphops regalis is een spinnensoort uit de familie van de Selenopidae.
De wetenschappelijke naam van de soort werd in 1940 als Selenops regalis gepubliceerd door Reginald Frederick Lawrence.